# Chữ số Kirin

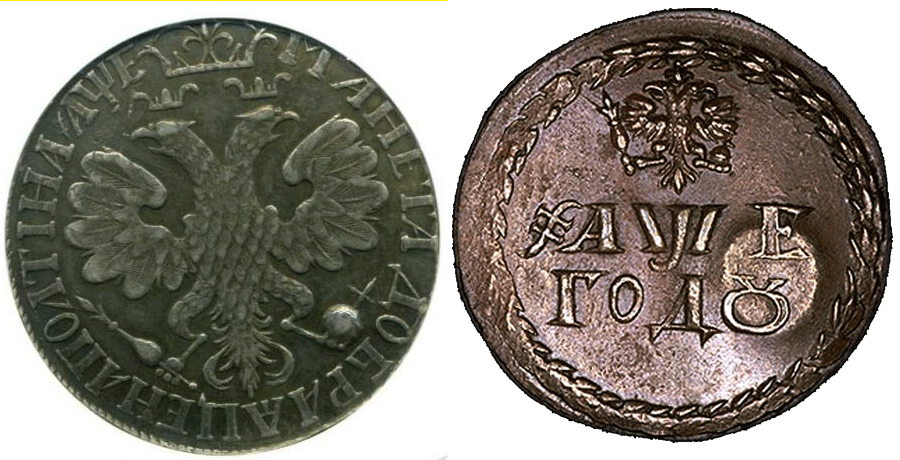
Mặt sau của nửa rúp bạc (trái) và mã thông báo râu bằng đồng có năm 1705 bằng chữ số Kirin (҂АѰЕ)

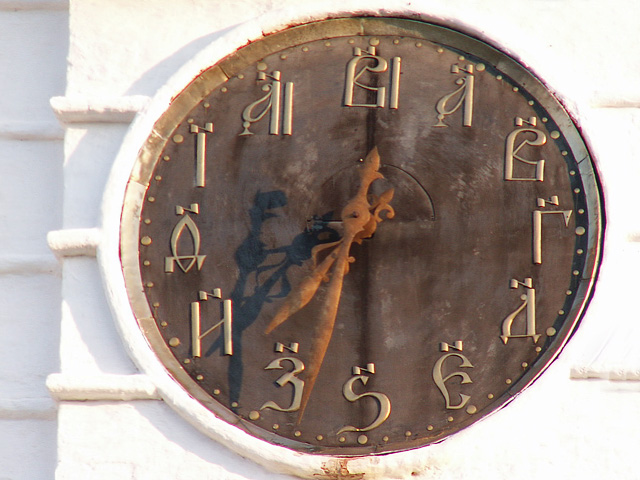
Đồng hồ tháp với chữ số Kirin, ở Suzdal

Chữ số Kirin là một hệ đếm được phát minh và dùng tại đệ Nhất Đế quốc Bulgaria trong cuối thế kỉ thứ 10 và bởi người Slav Nam và Đông (sử dụng tại Nga muộn nhất là đầu thế kỷ thứ 18, khi vua Pyotr I thay thế bằng chữ số Ả Rập làm một phần thuộc sáng kiến cải cách chữ viết dân sự của ông). Chữ số Kirin đóng một vai trò trong kế hoạch cải cách tiền tệ của vua Pyotr I, với đồng kopek dây bạc phát hành sau năm 1696 và những đồng xu được đúc bằng máy phát hành từ năm 1700 đến năm 1722 được ghi ngày bằng chữ số Kirin. Đến năm 1725, tiền xu của Hoàng gia Nga đã chuyển sang chữ số Ả Rập. Chữ số Kirin có thể vẫn được thấy trong các cuốn sách viết bằng tiếng Slav Giáo hội cổ.

## Mô tả chung
Hệ đếm này là một hệ đếm chữ bán thập phân, tương đương với hệ đếm Ionia nhưng viết bằng các chữ cái tương ứng của chữ Kirin. Thứ tự được dựa trên chữ Hy Lạp ban đầu còn hơn là thứ tự chữ cái Kirin tiêu chuẩn.
Ví dụ:
- (҂аѱ҃ѕ) – 1706
- (҂зр︮и︯і) – 7118
- Một titlo dài có thể được sử dụng cho các dãy số dài: ҂з︮р︦н︦і︯.

## Bảng giá trị
| Giá trị | Hy Lạp     | Kirin           |
| ------- | ---------- | --------------- |
| 1       | Αʹ         | А               |
| 2       | Βʹ         | В               |
| 3       | Γʹ         | Г               |
| 4       | Δʹ         | Д               |
| 5       | Εʹ         | Є hoặc Е        |
| 6       | Ϛʹ hoặc Ϝʹ | Ѕ hoặc Ꙃ hoặc Ꙅ |
| 7       | Ζʹ         | З hoặc Ꙁ        |
| 8       | Ηʹ         | И               |
| 9       | Θʹ         | Ѳ               |

| Giá trị | Hy Lạp | Kirin     |
| ------- | ------ | --------- |
| 10      | Ιʹ     | І hoặc Ї  |
| 20      | Κʹ     | К         |
| 30      | Λʹ     | Л         |
| 40      | Μʹ     | М         |
| 50      | Νʹ     | Н         |
| 60      | Ξʹ     | Ѯ hoặc Ч† |
| 70      | Οʹ     | Ѻ hoặc О  |
| 80      | Πʹ     | П         |
| 90      | Ϟʹ     | Ч hoặc Ҁ  |

| Giá trị | Hy Lạp | Kirin                   |
| ------- | ------ | ----------------------- |
| 100     | Ρʹ     | Р                       |
| 200     | Σʹ     | С                       |
| 300     | Τʹ     | Т                       |
| 400     | Υʹ     | У hoặc Ѵ hoặc ОУ hoặc Ꙋ |
| 500     | Φʹ     | Ф                       |
| 600     | Χʹ     | Х                       |
| 700     | Ψʹ     | Ѱ                       |
| 800     | Ωʹ     | Ѡ hoặc Ѿ hoặc Ꙍ         |
| 900     | Ϡʹ     | Ц hoặc Ѧ                |

^†  Trong một số loại chữ Kirin phía Tây, Ҁ được dùng cho 90, và Ч được dùng cho 60 thay vì Ѯ.
| Tên (Tiếng Việt)           | Hệ số nhân nhỏ hơn | Hệ số nhân lớn hơn | Ký hiệu | Ví dụ |
| -------------------------- | ------------------ | ------------------ | ------- | ----- |
| Тысяча знак (Dấu ngàn)     | 1,000              | 1,000              | ҂       |       |
| Тьма (Dấu triệu)           | 10,000             | 1,000,000          | ⃝        |       |
| Легион (Dấu nhiều)         | 100,000            | 1012               | ҈        |       |
| Леодр (Dấu vô số nhiều)    | 1,000,000          | 1024               | ҉        |       |
| Вран (Ворон) (Dấu quạ)     | 10,000,000         | 1048               | ꙰        |       |
| Колода (Dấu máng)          | 100,000,000        | 1049               | ꙱        |       |
| Тьма тем (Dấu nhiều triệu) | 1,000,000,000      | possibly 1050      | ꙲        | слева |